# 小林常夫
小林 常夫（こばやし つねお、1965年 - 2015年5月 ）は、日本のアニメーション監督、アニメーション演出家。神奈川県出身。絵コンテ・各話演出を担当する際に須間 雅人の名義を用いることがある。

## 略歴
アニメーション制作会社・亜細亜堂所属。『チンプイ』『ちびまる子ちゃん』『ミラクル☆ガールズ』など子供向けTVアニメーションの演出で頭角を現し、1996年に劇場作品『映画 忍たま乱太郎』で初監督。以後は他社への出向が多く、2001年以降はぴえろで『十二国記』『英國戀物語エマ』などの監督を務めた。2009年放映の『黒神 The Animation』は、サンライズ（新設の第11スタジオ）での初めての監督作となった。

## エピソード
作風は、背景描写の多用や人物の細かい芝居などによる叙情的な雰囲気作りを意識した演出が特徴である。
亜細亜堂での先輩である本郷みつるとは交友が深く、本郷が亜細亜堂を離れてからも互いの監督作品に参加しあっている他、本郷の監督作品が20本に達した記念の祝賀祭を小林が主催したりしている。

## 参加作品

### 監督
（括弧内は作品の発表年、媒体、制作会社）
- 映画 忍たま乱太郎 （1996年、劇場、亜細亜堂）
- ガラスの仮面〜千の仮面を持つ少女〜 （1998年-1999年、OVA、キョクイチ東京ムービー）
- 超GALS!寿蘭 （2001年-2002年、TV、スタジオぴえろ）
- 十二国記 （2002年-2003年、TV、ぴえろ）[5]
- 美鳥の日々 （2004年、TV、ぴえろ）[6]
- 英國戀物語エマ （2005年、TV、studioぴえろ）[7]
- 英國戀物語エマ 第二幕 （2007年、TV、亜細亜堂）[8]
- 黒神 The Animation[9] （2009年、TV、サンライズ）
- THE LAST -NARUTO THE MOVIE- （2014年、劇場、studioぴえろ） 画コンテ・ストーリーコンセプト・イメージボード 兼任

### 演出など
（括弧内：作品の発表年、担当箇所）
- めぞん一刻 完結篇【劇場版】 （1988年、制作進行）
- チンプイ （1989年-1991年、絵コンテ・演出）
- がきデカ【OVA版】 （1989年、制作担当）
- ちびまる子ちゃん【第1期】 （1990年-1992年、絵コンテ・演出）
- ヤダモン （1992年-1993年、絵コンテ）
- お〜い!竜馬 （1992年-1993年、絵コンテ・演出）
- ちびまる子ちゃん わたしの好きな歌 （1992年、音楽パート担当【「星を食べる」】）
- ミラクル☆ガールズ （1993年、絵コンテ・演出）
- 忍たま乱太郎【第2期】 （1994年-1995年、絵コンテ）
- カラオケ戦士マイク次郎 （1994年-1995年、絵コンテ・演出）
- 魔法陣グルグル （1994年-1995年、絵コンテ）
- ちびまる子ちゃん【第2期】 （1995年-、絵コンテ・演出）
- ドラえもん （1979年-、OP絵コンテ【1995年4月～2002年9月放映版】）
- YAT安心!宇宙旅行【第1期】 （1996年-1997年、絵コンテ・演出）
- 忍たま乱太郎【第5期】 （1997年-1998年、絵コンテ）
- ドラえもん のび太の南海大冒険 （1998年、OPコンテ・演出）
- YAT安心!宇宙旅行【第2期】 （1998年、絵コンテ）
- 忍たま乱太郎【第6期】 （1998年-1999年、絵コンテ）
- 天使になるもんっ! （1999年、絵コンテ）
- キョロちゃん （1999年-2001年、絵コンテ）
- NieA_7 （2000年、絵コンテ）
- 地球防衛家族 （2001年、絵コンテ）
- シュガシュガルーン （2005年-2006年、絵コンテ） ※須間雅人名義
- IGPX （2005年-2006年、絵コンテ） ※須間雅人名義
- 苺ましまろ Original Video Animation （2007年、OP絵コンテ・演出）
- BLUE DRAGON （2007年-2008年、絵コンテ） ※須間雅人名義
- キミキス pure rouge （2007年-2008年、絵コンテ） ※須間雅人名義
- デルトラクエスト （2007年-2008年、絵コンテ） ※須間雅人名義
- シゴフミ （2008年、絵コンテ） ※須間雅人名義
- クレヨンしんちゃん ちょー嵐を呼ぶ 金矛の勇者 （2008年、絵コンテ） ※須間雅人名義
- 隠の王 （2008年、絵コンテ） ※須間雅人名義
- とある科学の超電磁砲 （2009年-2010年、絵コンテ） ※須間雅人名義
- テガミバチ （2009年-2010年、後期OP&ED絵コンテ・演出）
- 毎日かあさん （2010年、絵コンテ） ※須間雅人名義
- オオカミさんと七人の仲間たち （2010年、絵コンテ） ※須間雅人名義
- テガミバチ REVERSE （2010年-2011年、絵コンテ・後期ED絵コンテ・演出） ※各話絵コンテは須間雅人名義
- とある魔術の禁書目録II （2010年、絵コンテ） ※須間雅人名義
- STEINS;GATE （2011年、絵コンテ） ※須間雅人名義
- しろくまカフェ （2012年、監修、OP絵コンテ・演出）
- NARUTO -ナルト- 疾風伝 （2012年、演出） ※須間雅人名義
- ウィザード・バリスターズ 弁魔士セシル （2014年、絵コンテ）